# Уцена (албум)
То је Вендин пети студијски албум. Снимљен је 2007. године за продукцијску кућу Реноме. Албум Уцена пратио је сет провокативних фотографија и интервјуа захваљујући којима је Весна освајала тржиште и насловнице. 
| Бр. | Песма           |
| --- | --------------- |
| 1   | Уљез            |
| 2   | Уцена           |
| 3   | Црни дечко      |
| 4   | Рођен женскарош |
| 5   | Меден           |
| 6   | Ловатор         |
| 7   | Жена змија      |
| 8   | Певачица        |